# DeMarcus Cousins
DeMarcus Amir Cousins (* 13. August 1990 in Mobile, Alabama) ist ein US-amerikanischer Basketballspieler, der bei einer Größe von 2,08 Metern auf der Center-Position zum Einsatz kommt. Seit 2023 ist er in der puerto-ricanischen BSN für die Mets de Guaynabo aktiv. Zuvor spielte er 12 Jahre in der nordamerikanischen NBA. Cousins war in seiner Karriere unter anderem viermal NBA All-Star und wurde 2014 mit der US-Nationalmannschaft Weltmeister und bei den Olympischen Sommerspielen von 2016 Olympiasieger.

## Karriere

### College
Cousins besuchte die LeFlore High School in Mobile in Alabama. Nach seinem High-School-Abschluss sagte er zunächst der University of Alabama at Birmingham zu, entschied sich dann aber für die University of Memphis. Nachdem Memphis-Coach John Calipari an die University of Kentucky gewechselt war, entschied sich Cousins ebenfalls für den Wechsel nach Kentucky. An der Seite von John Wall kamen Cousins und die Wildcats unter die Elite Eight des NCAA-Division-I-Basketball-Championship-Turniers. In seinem Freshman-Jahr erzielte Cousins 15,1 Punkte, 9,8 Rebounds und 1,8 Blocks. Er entschied sich bereits nach einem Jahr für die Profikarriere und meldete sich zur NBA-Draft an.

### NBA

#### Sacramento Kings (2010–2017)
Bei der NBA-Draft 2010 wurde er an fünfter Stelle von den Sacramento Kings ausgewählt. Bereits in seiner Rookie-Saison stand Cousins mit Guard Tyreke Evans in der Startaufstellung der Kings. Für seine guten Leistungen wurde er ins NBA All-Rookie First Team gewählt.
Zu Beginn des Jahres 2012 überwarf sich Cousins mit Headcoach Paul Westphal und verlangte, die Kings zu verlassen. Dem Wechsel wurde nicht stattgegeben, Westphal allerdings kurz darauf entlassen. Im Februar 2012 wurde Cousins in die BBVA Rising Stars Challenge berufen.
Im September 2013 unterschrieb Cousins bei den Sacramento Kings einen Vierjahresvertrag, der ihm ein Gesamtgehalt von 62 Millionen US-Dollar einbringen sollte. Obwohl Cousins in vielen Kategorien Karrierebestwerte verzeichnete, scheiterte er mit seiner Mannschaft an den Play-offs. Am 30. Januar 2015 wurde bekannt, dass Cousins den verletzten Kobe Bryant beim NBA All-Star Game ersetzen wird. Er war damit der erste Spieler der Kings seit Peja Stojaković und Brad Miller im Jahr 2004, der am All-Star-Game teilnahm.
Anfang April 2015 erzielte Cousins in zwei aufeinanderfolgenden Spielen Triple-Doubles mit jeweils mindestens 20 Punkten, 20 Rebounds und 10 Assists. Er wurde damit erst der dritte Spieler in der NBA-Geschichte, dem dies gelang (neben Wilt Chamberlain und Elgin Baylor). Am 23. Januar 2016 gelang Cousins bei Sacramentos 108:97-Sieg über die Indiana Pacers mit 48 Punkten ein neuer Karrierehöchstwert. Zwei Tage später überbot er seine persönliche Bestmarke und erzielte bei der 128:129-Niederlage gegen die Charlotte Hornets 56 Punkte. Er brach damit auch den mannschaftsinternen Höchstwert von Chris Webber. Webber hielt den Rekord bis dahin mit 51 Punkten. Cousins erreichte am Ende der Saison jedoch erneut nicht mit den Kings die Play-offs.

#### New Orleans Pelicans (2017–2018)
Cousins wurde am 20. Februar 2017 zusammen mit Omri Casspi im Austausch für Buddy Hield, Tyreke Evans, Langston Galloway sowie Auswahlrechte bei der Draft in die Nähe seiner Heimat zu den New Orleans Pelicans transferiert. Er stellte bereits kurz nach seinem Wechsel den Team-Reboundrekord von Tyson Chandler ein, indem er 23 abprallende Bälle gegen die San Antonio Spurs einsammelte. Wenige Tage später erzielte er beim Sieg gegen die Memphis Grizzlies 41 Punkte und 17 Rebounds. Die Playoffs wurden trotz des namhaften Duos Cousins und Anthony Davis verpasst.
In der Saison 2017/18 erreichte Cousins mit New Orleans zum ersten Mal in seiner Karriere die Playoffs. Er zog sich am 26. Januar 2018 im Spiel gegen die Houston Rockets aber einen Riss der Achillessehne zu und fiel für den Rest der laufenden Saison aus. So verpasste er auch den Einzug seines Teams in die 2. Playoffrunde.

#### Golden State Warriors (2018–2019)
Am 6. Juli 2018 unterschrieb Cousins einen Einjahresvertrag bei den Golden State Warriors. Dort kam er im Spieljahr 2018/19 auf 30 Hauptrundeneinsätze (16,3 Punkte, 8,2 Rebounds, 3,6 Korbvorlagen/Spiel). In den folgenden Playoffs erreichte Cousins erstmals die NBA-Finals. In diesen Playoffs fielen aber seine Werte: In acht Begegnungen kam Cousins auf 7,6 Punkte und 4,9 Rebounds je Einsatz, ehe er aufgrund einer Oberschenkelverletzung ausfiel.

#### Los Angeles Lakers (2019–2020)
Im Juli 2019 wechselte Cousins zu den Los Angeles Lakers. In der Saisonvorbereitung zog er sich einen Kreuzbandriss zu. Am 23. Februar 2020 trennten sich die Lakers vom weiterhin verletzten Cousins, um Markieff Morris unter Vertrag nehmen zu können. Cousins wurde somit zum Free Agent, ohne ein Spiel für die Lakers absolviert zu haben.

#### Houston Rockets (2020–2021)
Anfang Dezember 2020 nahmen ihn die Houston Rockets unter Vertrag und wurde von den Texanern in der Folge in 25 Spielen eingesetzt.

#### Los Angeles Clippers (2021)
Am 5. April 2021 unterschrieb Cousins einen 10-Tagesvertrag bei den Los Angeles Clippers. 11 Tage später, am 16. April 2021, unterschrieb Cousins einen zweiten 10-Tagesvertrag. Er bestritt 16 Spiele für die Kalifornier. Mit den Los Angeles Clippers schaffte Cousins den Einzug in die Conference Finals. Dabei erhielt er aber nur wenig Spielzeit.

#### Milwaukee Bucks (2021–2022)
Ende November 2021 wurde er von den Milwaukee Bucks verpflichtet.
Denver Nuggets (2022)
Am 21. Januar 2022 unterschrieb Cousins einen 10-Tage-Vertrag bei den Denver Nuggets,
Mets de Guaynabo (Seit 2023)
Im April 2023 hat Cousins einen Vertrag unterschrieben, um sich den Mets de Guaynabo in Puerto Ricos Baloncesto Superior Nacional anzuschließen. Während der Saison 2023 erzielte er durchschnittlich 20,4 Punkte, 10,9 Rebounds und 4,5 Assists pro Spiel in einer Spielzeit von 25,48 Minuten.

### Nationalmannschaft
Cousins gewann mit der US-amerikanischen Nationalmannschaft bei der Basketball-Weltmeisterschaft 2014 in Spanien die Goldmedaille. Bei den Olympischen Spielen in Rio de Janeiro gewann er im Jahre 2016 mit der US-Auswahl ebenfalls Gold.

## Auszeichnungen und Erfolge
- 4× NBA All-Star: 2015–2018
- 2× All-NBA Second Team: 2015, 2016
- Rookie of the Month: Juli 2010[22]
- NBA All-Rookie First Team 2010/11
- BBVA Rising Stars Challenge 2012
- Freshman of the Year der SEC (Southeastern Conference) in der College-Saison 2009/10
- Weltmeister 2014
- Olympiasieger 2016

## Karriere-Statistiken

### NBA

#### Reguläre Saison
| Saison   | Team                       | GP  | GS  | MPG  | FG % | 3P % | FT % | RPG  | APG | SPG | BPG | PPG  |
| -------- | -------------------------- | --- | --- | ---- | ---- | ---- | ---- | ---- | --- | --- | --- | ---- |
| 2010–11  | Sacramento                 | 81  | 62  | 28.5 | .430 | .167 | .687 | 8.6  | 2.5 | 1.0 | 0.8 | 14.1 |
| 2011–12  | Sacramento                 | 64  | 62  | 30.5 | .448 | .143 | .701 | 11.0 | 1.6 | 1.5 | 1.2 | 18.1 |
| 2012–13  | Sacramento                 | 75  | 74  | 30.5 | .465 | .182 | .738 | 9.9  | 2.7 | 1.4 | 0.7 | 17.1 |
| 2013–14  | Sacramento                 | 71  | 71  | 32.4 | .496 | .000 | .726 | 11.7 | 2.9 | 1.5 | 1.3 | 22.7 |
| 2014–15  | Sacramento                 | 59  | 59  | 34.1 | .467 | .250 | .782 | 12.7 | 3,6 | 1.5 | 1.8 | 24.1 |
| 2015–16  | Sacramento                 | 65  | 65  | 34.6 | .451 | .333 | .718 | 11.5 | 3.3 | 1.6 | 1.4 | 26.9 |
| 2016–17  | Sacramento / New Orleans   | 72  | 72  | 34.2 | .452 | .360 | .772 | 11.1 | 4.6 | 1.4 | 1.3 | 27.0 |
| 2017–18  | New Orleans                | 48  | 48  | 36.2 | .470 | .354 | .746 | 12.9 | 5.4 | 1.6 | 1.6 | 25.2 |
| 2018–19  | Golden State               | 30  | 30  | 25.7 | .480 | .274 | .736 | 8.2  | 3.6 | 1.3 | 1.5 | 16.3 |
| 2020–21  | Houston / L.A. Clippers    | 41  | 11  | 17.4 | .426 | .348 | .728 | 6.4  | 1.9 | 0.8 | 0.6 | 8.9  |
| 2021–22  | Milwaukee / Denver Nuggets | 48  | 7   | 15.0 | .460 | .303 | .760 | 5.6  | 1.5 | 0.7 | 0.4 | 9.0  |
| Gesamt   | Gesamt                     | 654 | 561 | 29.8 | .460 | .331 | .737 | 10.2 | 3.0 | 1.3 | 1.1 | 19.6 |
| All-Star | All-Star                   | 3   | 0   | 10.4 | .800 | .500 | .667 | 3.7  | 0.3 | 0.3 | 0.0 | 9.3  |

#### Play-offs
| Saison  | Team          | GP | GS | MPG  | FG % | 3P % | FT % | RPG | APG | SPG | BPG | PPG |
| ------- | ------------- | -- | -- | ---- | ---- | ---- | ---- | --- | --- | --- | --- | --- |
| 2018–19 | Golden State  | 8  | 5  | 16.6 | .396 | .250 | .640 | 4.9 | 2.4 | 0.6 | 0.8 | 7.6 |
| 2020–21 | L.A. Clippers | 7  | 0  | 8.3  | .452 | .400 | .786 | 2.0 | 0.7 | 0.3 | 0.4 | 7.6 |
| Gesamt  | Gesamt        | 15 | 5  | 12.7 | .421 | .318 | .692 | 3.5 | 1.6 | 0.5 | 0.6 | 7.6 |